# Maman Abdurrahman
Maman Abdurrahman (Yakarta, Indonesia, 12 de mayo de 1982) es un futbolista de Indonesia que juega en la posición de defensa y que actualmente milita en el Persija Jakarta de la Liga 1 de Indonesia.

## Carrera

### Club
| Periodo   | Club              | Apariciones | Goles |
| --------- | ----------------- | ----------- | ----- |
| 2001–2005 | Persijatim Solo   | 23          | 3     |
| 2005–2008 | PSIS Semarang     | 54          | 4     |
| 2008–2013 | Persib Bandung    | 121         | 4     |
| 2013–2014 | Sriwijaya FC      | 11          | 0     |
| 2014–2015 | Persita Tangerang | 35          | 3     |
| 2016–     | Persija Jakarta   | 142         | 2     |

### Selección nacional
Jugó para Indonesia en 27 ocasiones de 2004 a 2010 y participó en dos ediciones de la Copa Asiática.

## Logros

### Club
- Liga 1: 2018[4]
- Indonesia President's Cup: 2018[5]
- Menpora Cup: 2021[6]

### Individual
- Mejor Jugador de la Liga Indonesia: 2006